# Arco da Rua Augusta
Arco da Rua Augusta – kamienny łuk triumfalny, historyczny budynek i atrakcja turystyczna w Lizbonie, w Portugalii. Znajduje się na Praça do Comércio, zbudowany dla upamiętnienia odbudowy miasta po trzęsieniu ziemi z 1755. Ma sześć kolumn (około 11 m wysokości każda) i jest ozdobiony rzeźbami różnych postaci historycznych. Znacząca wysokość korony łuku do gzymsu nadaje wrażenia ciężkości budowli. Przestrzeń zwieńczająca jest wypełniona herbem Portugalii. Alegoryczna rzeźba grupy na szczycie, wykonana przez francuskiego rzeźbiarza Célestin Anatole Calmelsa, reprezentuje Chwałę, Męstwo i Umysł.
Pierwotnie budynek zaprojektowany jako dzwonnica, ostatecznie przekształcony został w skomplikowany łuk w 1873 roku.

Herb Portugalii

## Cechy
Ponieważ gzyms budowli przebiega na wysokości około 30 m, całość sprawia monumentalne wrażenie. Ubrana w peplos postać kobieca przedstawiająca Chwałę mierzy 7 m, stoi na trzystopniowym tronie i ma dwie korony. Męstwo znalazło uosobienie w rzeźbie Amazonki, ubranej w chlamidę i mającej na głowie wysoki hełm z wzorami smoków, które były symbolami rodu Bragança. W lewej ręce Amazonka trzyma parazonium, z trofeum flag z tyłu. Posąg Jowisza, po prawej stronie Chwały, symbolizuje rozum. Na lewym boku znajdują się atrybuty piśmiennictwa i sztuki.
Cztery rzeźby ponad kolumnami, wykonane przez Victora Bastosa, przedstawiają Nuno Álvares Pereira i Sebastião José de Carvalho e Melo po prawej stronie prawo, i Vasco da Gamę i Wiriatusa po lewej stronie. Dwie leżące rzeźby przedstawiają rzeki Tag i Douro.